# Sara Frigren
Sara Frigren, född 18 april 2005, är en svensk fotbollsspelare som spelar för IF Brommapojkarna. Hon har tidigare spelat för AIK.

## Karriär
Sara Frigren inledde sin fotbollskarriär i moderklubben Tyresö FF och spelade hela juniortiden i klubben. Seniordebuten kom 2020 och det blev över 50 matcher i Tyresö FF. 
Inför säsongen 2023 meddela AIK att klubben och Sara Frigren kommit överens om ett kontrakt över säsongen 2025. Kontraktet bröts inför säsongen 2025 då Frigren valde att lämna AIK för IF Brommapojkarna.